# 5. Orgelsinfonie (Widor)

Charles-Marie Widor

Charles-Marie Widors 5. Orgelsinfonie in f-Moll, op. 42 Nr. 1 ist dessen berühmteste Orgelsinfonie. Ihr letzter Satz, eine Toccata, ist neben Johann Sebastian Bachs Toccata und Fuge d-Moll BWV 565 eines der bekanntesten Werke der Orgelmusik.

## Daten zum Werk

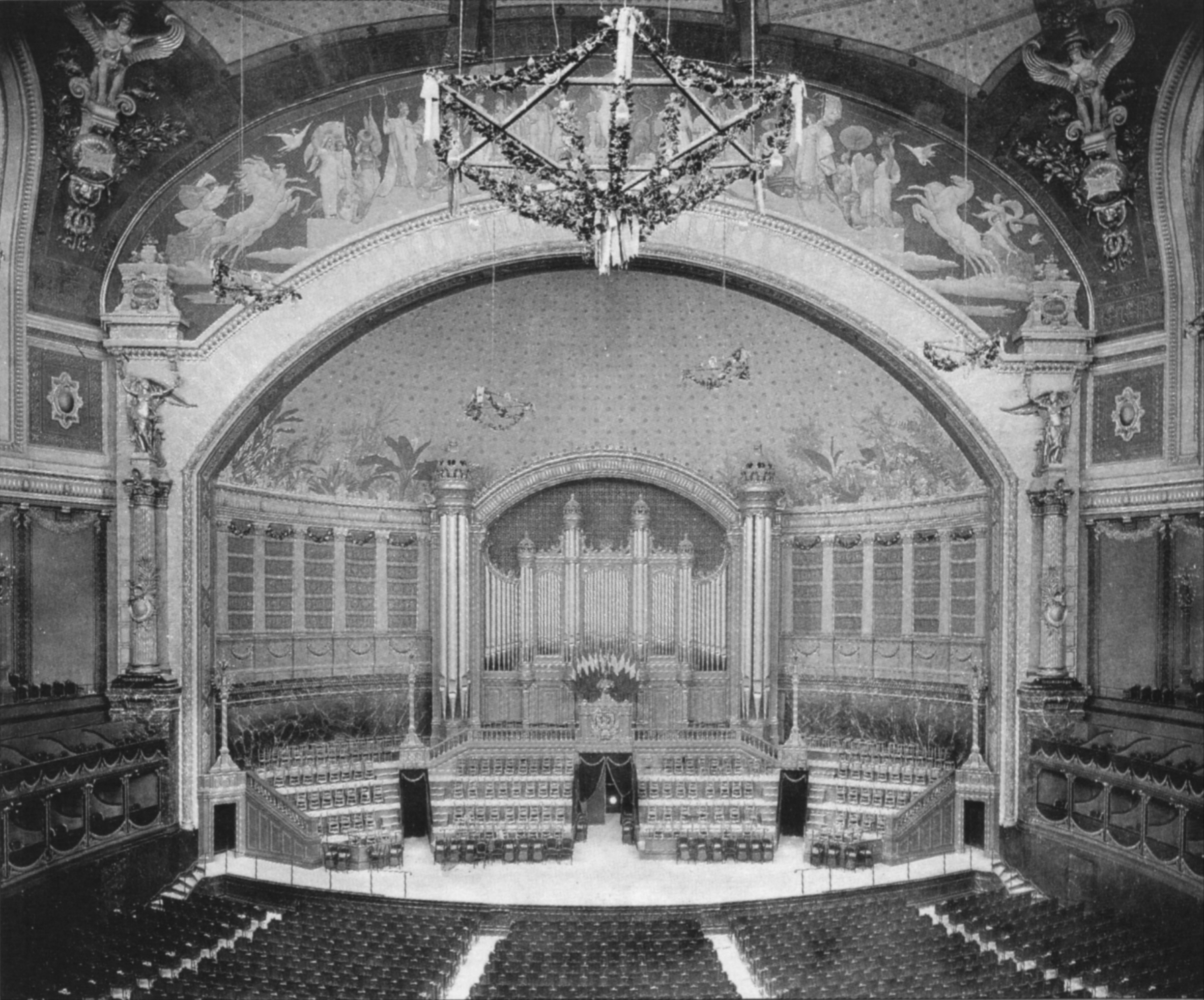
Orgel des Trocadéro-Saales

Entstehungszeit: Veröffentlicht durch Julien Hamelle im Juni 1879.
Uraufführung: Am 19. Oktober 1879 an der Orgel des Trocadéro-Saales durch den Komponisten. Der erste Satz wurde bereits am 27. Februar 1879 zur Einweihung der neuen Orgel von Saint-François-Xavier in Paris aufgeführt.
Besetzung: Französisch-spätromantische Großorgel.

## Aufbau und Analyse

### Erster Satz:Allegro vivace
Der erste Satz (4/4-Takt) in f-moll mit der Tempoangabe Allegro vivace variiert ein Thema von marschartigem Rhythmus von 32 Takten, das auf einen Auftakt Zählzeit 4 beginnt und ab Takt 17 kurz nach Des-Dur moduliert. Die erste Variation bringt noch kaum thematische Veränderung. Das Thema wird im Récit von einem Triosatz in Achtelbewegungen begleitet; ab der Des-Dur-Passage zusätzlich vom Pedal. In der zweiten Variation wird das Thema rhythmisch von kräftigen Akkorden mit den Anches des Récit variiert. In der dritten Variation wird das Thema in synkopischen Akkorden der Rechten Hand und zugleich in der linken Hand von einem perpetuum mobile aus Sechzehnteln vorgetragen, während das Pedal pizzicato-artig Achtel zu jeder Zählzeit spielt. Kontrastierend hierzu folgt ein F-Dur-Intermezzo im satten Klang der Grundstimmen. Anschließend folgt ein stetig modulierendes scherzando über das Thema, das von dynamischer Steigerung und rhythmischer Intensivierung vorangetrieben wird. Schließlich wird das letzte {\displaystyle f\!\!f\!\!f} erreicht und das vollständige Thema zunächst im Pedal, dann in vollen Akkorden mit beiden Händen vorgetragen, bis sich der Satz in einer Coda nochmals steigert, um in strahlendem F-Dur zu enden.

### Fünfter Satz:Toccata (Allegro)
Der fünfte Satz beendet die Sinfonie mit einer triumphalen F-Dur-Toccata im 4/2-Takt. Der Satz gehört zu den bekanntesten Orgelkompositionen überhaupt. Sein harmonisches und motivisches Material ist einfach. Er beginnt mit schnellen, hohen Sechzehnteln im Manual, die als perpetuum mobile den Satz unaufhörlich vorantreiben. Kontrastiert wird diese Bewegung durch markante Akkordrepetitionen in der linken Hand. Nach einer ersten Vorstellung des Themas legt sich die Pedalstimme in breiten, Ton für Ton voranschreitenden punktierten Vierteln und Achteln im Abstand von zwei Oktaven darunter. Das Sechzehntelmotiv der rechten Hand verliert schrittweise an Lautstärke, bis es von der linken Hand im {\displaystyle pp} bei geschlossenem Schweller des Récit gespielt wird. Der Reprise geht ein starkes crescendo bis zum Generaltutti der Orgel voraus, bis das Thema in donnernden 32′-Oktaven im Pedal wieder erscheint. Widor äußerte sich dazu wie folgt:

„Ich habe bei dieser Toccata den Manualklavieren eine Figur von äußerst rascher und gleichmäßig fließender Bewegung gegeben, um den breiten Triumphgesang des Doppelpedals im Wiederholungsteil desto eindrucksvoller zu gestalten.“

Die Stellung des Satzes innerhalb der Orgelliteratur ist einzigartig. In ihm werden alle technischen Innovationen des Orgelbaus Aristide Cavaillé-Colls vorgeführt, die ein solch schnelles perpetuum-mobile-Motiv und die fließenden dynamischen Übergänge überhaupt erst ermöglichten.
Umstritten ist die Frage des Tempos: Es existiert eine Einspielung Widors aus dem Jahre 1932 auf der Orgel von St-Sulpice de Paris. Widor war zum Zeitpunkt der Aufnahme 88 Jahre alt und spielte es bei einem Tempo von etwa 1/4 = 94. Kritiker des langsamen Tempos weisen auf die Lähmungserscheinungen der Arme und Beine Widors in seinen letzten Lebensjahren hin. Bei der ersten Ausgabe des Notentextes war das Tempo nur mit allegro, in der zweiten mit 1/4 = 118, in der dritten nur noch mit 1/4 = 100 angegeben. Zeitgenossen Widors weisen darauf hin, dass er großen Wert auf die genaue Artikulation der Sechzehntel-Akkorde der linken Hand legte und wohl deshalb ein langsameres Tempo als alle anderen wählte.

## Trivia
Die Toccata wurde am Ende der Priester- und Bischofsweihe von Franz-Josef Bode gespielt.

## Werkausgaben
- Charles-Marie Widor: Symphony V. In: John R. Near (Hrsg.): Widor – The Symphonies for Organ. A-R Editions, Inc., 2008, ISBN 978-0-89579-605-9.
- Charles-Marie Widor: 5. Symphonie in f-Moll, op. 42 Nr. 1 für Orgel und Sinfonieorchester (Studienpartitur). Hrsg.: edited and arranged by Wolfgang Kessler. Wolfgang G. Haas-Musikverlag Köln e. K., Köln 2012 (ISMN M-2054-1690-4 Stpart; ISMN M-2054-1691-1  Dirigierpartitur,leih; ISMN M-2054-1692-8  Harmonie,leih; ISMN M-2054-1693-5  Streicher,leih).

## Diskografie
- Widor · Symphony No. 5. Vierne · Carillon de Westminster. 1984, Deutsche Grammophon, CD (Simon Preston spielt an der Orgel der Westminster Abbey).
- Widor · Symphony No. 5. 1985, Hyperion, CD (David Hill spielt an der Orgel der Westminster Cathedral).
- Widor – Symphonien Vol. 5. Motette MOT 11141, CD (Daniel Roth spielt an der Orgel von St-Sulpice de Paris die Symphonien Nr. 5 op. 42 Nr. 1 und 10 op. 73).
- Orgelsymphonien Nr. 5 & 6. 1995, MDG, CD (Ben van Oosten spielt an der Orgel der Abteikirche Saint-Ouen in Rouen).
- Charles-Marie Widor. 6ème et 5ème Symphonies pour Orgue. 2002, BNL, CD (Olivier Latry spielt an der Orgel der Kathedrale Notre-Dame de Paris).
- Bombarde 32′. 2008, BBC Music, DVD (David Briggs spielt an der Orgel der Basilika Saint-Sernin Widors 5. und Viernes 3. Orgelsinfonie).
- Boerema, Hayo – Marcussen-Orgel, St. Laurenskerk Rotterdam, Widor, Charles-Marie – Symphonie Nr. 5 & 9
- Bruno Morin, Orgue Cavaillé-Coll de l’église Notre-Dame d’Auteuil, Paris
- Bruno Strangis, L’Orgue Symphonique
- Charles Krigbaum, Widor Organ Symphonies
- Christian Stegmann, Symphonische Orgelmusik
- Christian Von Blohn, Widor – Organ Symphonies  Nr. 5 & 10
- Christoph Maria Moosman, Charles-Marie Widor – Symphonies pour orgue
- Christoph Schoener, Bach und Widor
- Colin Walsh at Lincoln Cathedral, Organ Symphony Nr. 5 & 6
- Daniel Chorzempa, Widor – Organ Symphonies Nr. 5 & 10
- David Sanger, Widor – Symphony For Organ Nr. 5 & French Organ Encores
- Douglas Major, French Masterpieces
- Eberhard Lauer, Highlights der französischen Orgelromantik
- Francois-Henri Houbart, 5th Symphony (Widor) & 2nd Symphony (Vierne)
- Frédéric Ledroit, Charles-Marie Widor – Symphonies Nr. 5 & 6 – Grandes Orgues de la Cathédrale d’Angoulême
- Frederick Hohman, A Couple of French Fifths
- Gerhard Jentschke, Gerhard Jentschke an der neuen Rieger-Orgel von Heiligkreuz zu Zweibrücken
- Günther Kaunzinger, Widor-Symphonien 5 und 6 – Limburger Dom, Klais
- Guy Bovet, Mendelssohn / Widor – Guy Bovet aux orgues historiques de Bulle et de Carouge (Suisse)
- Hans Jürgen Kaiser, Die Grosse Orgel im Dom zu Fulda
- Hans Musch, Widor – Symphonie Nr. 5 / Franck – Choral Nr 3, Cantabile
- Hans Ole Thers, Widor – Organ Symphonies No. 5 & 6
- Herman van Vliet, Widoriade Symphonies pour orgue, Charles-Marie Widor Vol II
- Ian Tracey, Poulenc – Organ Concerto / Widor – Organ Symphony Nr. 5 / Guilmant – Organ Symphony Nr. 1
- Jan Szypowski – Organ, Muzyka organowa w parafii sw. Barbary w Warszawie
- Ján Vladimir Michalko, Widor – Symphonie Nr. 5 / Boellmann – Suite Gothique
- Joan Lippincott, Cadet Chapel, United States Military Academy, West Point, NY
- Joseph Nolan, Charles Marie Widor – The Organ Symphonies Vol. 1
- Kare Nordstoga, Widor – Symphonie 5 & 6
- Knud Vad, Knud Vad at the romantic Sorø Church Organ
- Kristiaan Seynhave, Charles-Marie Widor – 5e et 6e Symphonies pour grand orgue
- Leo Krämer, Musik im Kaiserdom zu Speyer
- Louis Robilliard, Widor à l’Orgue Cavaillé-Coll d’Orléans
- Maija Lehtonen, Widor – Symphony Nr. 5
- Marie-Claire Alain, Widor – Organ Symphonies
- Markku Ketola, Live Recital at the Lahti Organ Festival 1997
- Massimo Nosetti, Widor – Symphonien 5 und 6
- Matthias Braun, Französische Orgelromantik aus der Wallfahrtskirche ‚Zur Schmerzhaften Mutter‘
- Matthias Eisenberg, Matthias Eisenberg an der Jehmlich-Orgel St. Wolfgang zu Schneeberg
- Matti Pesonen, Charles-Marie Widor – Organ Symphonies 3 & 5
- Michael Felix, Die Klais-Orgel im St. Fridolins-Münster Bad Säckingen
- Nancy Lancaster, The House Of Hope Organs
- Odille Pierre, Widor Sinfonien 4 & 5
- Patrice Caire, Charles Marie Widor – 4e et 5e Symphonies pour orgue
- Philippe Delacour, Hommage A Widor – Bach-Widor-Pierne
- Philippe Laubscher, Die neue Goll-Orgel der Französischen Kirche Bern
- Pierre Pincemaille, Les 10 Symphonies Pour Orgue – Pierre Pincemaille
- Robert Köbler, Bleibet hier und wachet
- Roger Tebbet, Selby Abbey Organ
- Thomas Sauer, Orgelkonzerte und Orgelsinfonie Rheinberger, Widor, Poulenc
- Tobias Frank, Widor / Vierne
- Volker Ellenberger, Faszination Kathedralraum Vol. 6 – Französische Orgelromantik aus dem Dom zu Minden
- Werner Haselier – Orgelmusik zu St. Catharina, Dinklage
- Wouter Van Den Broek, Mozes en Aaronkerk, Amsterdam

Ältere Aufnahmen auf Schallplatte:
- Faike Asma, Amsterdam, Oude Kerk, Asma; Philips N00241L
- Herman van Vliet, Amsterdam, Oude Kerk, Festivo 087
- Günter Berger, Delmenhorst, St. Marien, Psallite 37/050 567 PSC
- Richard Ellsasser, Gloucester (USA), Hammond Museum, Nonesuch 8-71210
- John Rose, Hartford (USA), Trinity College Chapel, Tower 1014
- Niels Henrik Nielsen, Helsingborg, Gustav Adolfskyrka, Principal PLP 1009
- Helmut Fleinghaus, Herford, St. Marien Stift Berg, FSM 68703
- Reinhold Brunnert, Hildesheim, St. Andreas, Pelka PSR40519
- Louis Robillard, Lyon, St. Francois de Sales, Arion 38464
- Michael Dudman, Newcastle (Australien), Christ Church Cathedral, RICS7614
- Wolfgang Rübsam, Orleans, St.-Croix, Sig 004-00
- Pierre Labric, Rouen, St. Ouen, MHS 1431-1440
- Jane Parker Smith, Salisbury, Kathedrale, EMI 057-06525
- Wolfram Gehring, Stolberg, St. Lucia, Laudate 91.519
- Rune Engsö, Stockholm, St. Johannes, OPUS3 78-09